# Сенсата Технолоджис България
„Сенсата Технолоджис България“ ЕООД е българско предприятие със седалище в София и производствени бази в Ботевград и Царацово. Основната му дейност е производството на високотемпературни сензори за автомобилната промишленост, главно за системи за обработка на изгорели газове.
Дружеството е част от американската група на „Сенсата Технолоджис Холдинг“, специализирана в разработка, производство и продажба на сензори и системи за контрол с приложение в автомобилната, самолетостроителната, корабостроителната, военната, тежкотоварната, ОВК, телекомуникационната индустрия и др.
Компанията разполага с производствени и бизнес центрове в 11 държави на 4 континента. Производствени филиали за разположени в Мексико, Китай, Корея, Малайзия, Полша, Ирландия и България. Бизнес центровете се намират в САЩ, Бразилия, Белгия, Холандия, България, Япония и Китай. България е най-голямата локация на „Сенсата“ в Европа. В България компанията има два завода за производство на автомобилни сензори – в Ботевград и близо до Пловдив, както и бизнес център и тестова лаборатория в София. 
Локациите на „Сенсата Технолоджис“ в България са:
- София: 1528, район Искър, бул. „Искърско шосе“ 7, Търговски център „Европа“, сграда 1 и сграда 10, GPS координати: +42°40`16.40", +23°23`47.07
- Ботевград: 2140, Индустриална зона „Микроелектроника“, бул. „България“, сграда „Сенсата“ 3, GPS координати: +42°54`16"N 23°46`49"E
- Пловдив: 4204 Община Марица, Местност „Найденови геренчета“, район 79, No 48, в близост до село Царацово, GPS координати: +42°11`41"N 24°40'27"E

- Заводът на „Сенсата Технолоджис“ в Ботевград
- Офисът на „Сенсата Технолоджис“ в София